# Ewa Pohoska

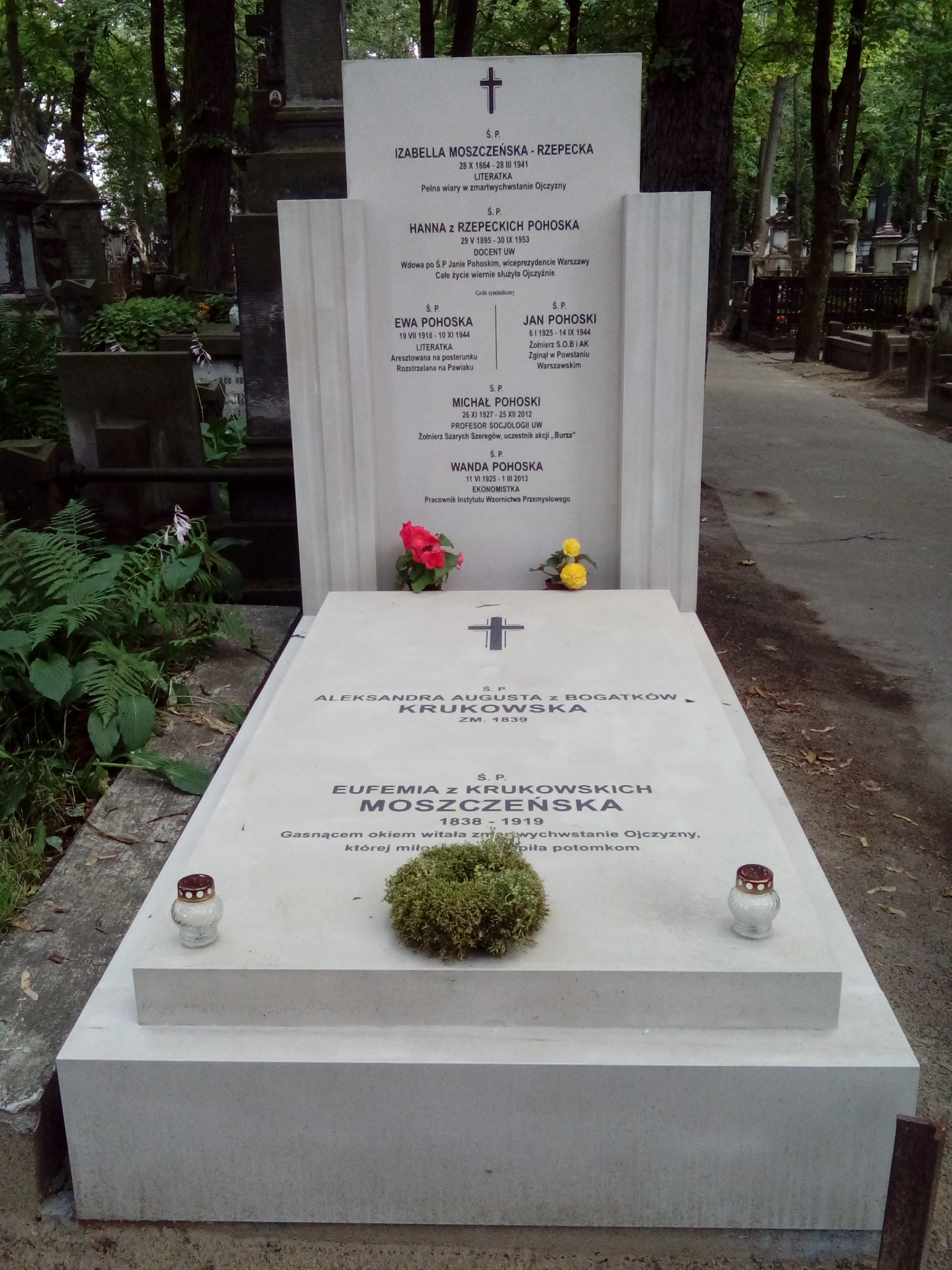
Grób Ewy Pohoskiej na cmentarzu Powązkowskim

Ewa Pohoska ps. Iza, Nina Zawadzka, Halina Sosnowska (ur. 19 lipca 1918 w Warszawie, rozstrzelana 11 lutego 1944 tamże) – polska dramatopisarka, publicystka, poetka, żołnierz AK.

## Życiorys
Była córką Jana i Hanny Ewy z d. Rzepeckiej, wnuczką Kazimierza Rzepeckiego, siostrzenicą Jana Rzepeckiego.
Ukończyła w 1935 prywatne liceum Wandy Posselt-Szachtmajerowej w Warszawie. Następnie studiowała etnografię na Uniwersytecie Warszawskim, z powodu wybuchu II wojny światowej nie zdążyła złożyć pracy magisterskiej i  zdać egzaminu magisterskiego. Podczas okupacji niemieckiej należała do Armii Krajowej, w latach 1942–1944 działała w grupie młodzieży związanej z pismem i socjalistyczną grupą „Płomienie”. W 1943 wspólnie z Juliuszem Garzteckim założyła pismo „Droga”.
5 stycznia 1944, po aresztowaniu przez patrol niemieckiej żandarmerii Hanny Czaki, łączniczki BIP, Gestapo pojechało do jej mieszkania na Żoliborzu, gdzie odbywały się tajne wykłady socjologii Uniwersytetu Ziem Zachodnich i aresztowało wszystkich obecnych.  Ewa Pohoska przyszła do mieszkania Czakich, chcąc ostrzec ich o niebezpieczeństwie, została aresztowana i przewieziona na Pawiak. Próby uratowania jej okazały się bezskuteczne. W nocy z 10 na 11 lutego 1944 wraz z grupą 36 kobiet (w tym Hanną Czaki) została rozstrzelana w ruinach getta warszawskiego.
W piśmie „Droga” opublikowano jej dramat „Schyłek amonitów”, który został wznowiony w miesięczniku „Dialog” w 1968. Również autorka wierszy.
Została pochowana na cmentarzu Powązkowskim (kwatera 17-6-30). 